# شركة المنجم للأغذية
شركة المنجم للأغذية هي شركة مساهمة سعودية، بموجب السجل التجاري رقم (1010231822) وتاريخ 07-04-1428 هـ الموافق( 24-04-2007م)، بموجب القرار الوزاري رقم (196) الصادر من مدينة الرياض في المملكة العربية السعودية بتاريخ 25-06-1442هـ الموافق (07-02-2021م).
يبلغ رأس مال الشركة الحالي ستمائة مليون (600,000,000)ريال سعودي، مقسم إلى ستين مليون (60,000,000) سهم عادي بقيمة اسمية مدفوعة بالكامل قدرها عشر (10) ريالات سعودية لكل سهم.تم إدراج أسهم الشركة في السوق المالية السعودية (تداول) في 20 ديسمبر عام 2021م 
تتمثل أنشطتها في الاستثمار في قطاع التجزئة والجملة في المواد الغذائية وخدمات التموين وأغذية الحمية والإنتاج الغذائي والتبريد الصناعي والاستثمار في قطاع المطاعم والقطاع العقاري. تغطي خدماتها وأنشطتها كافة مناطق المملكة ويعمل لديها نحو 15,000 موظف وموظفة من السعوديين ومن أكثر من 20 جنسية عربية وأجنبية، وتشغل أسطول توزيع يتكون من سيارات مبردة مخصصة للتوزيع ومن مختلف الأحجام تصل إلى 900 شاحنة.

## التاريخ
بدأت رحلة تطور أعمال الشركة في عام 1950م، عندما أسس عبد الله العلي المنجم، بمدينة الرياض مؤسسة فردية لتجارة المواد الغذائية، وصدر أول سجل تجاري لها برقم (565) وتاريخ 11-11-1376هـ الموافق 09-06-1957م. بعد وفاة المؤسس عبد الله العلي المنجم، تغير الشكل القانوني للمؤسسة ليصبح شركة أبناء عبد الله العلي المنجم وذلك في عام 1982م، والمملوكة من قبل كل من علي عبد الله المنجم، وعبد العزيز عبد الله المنجم، وصالح عبد الله المنجم، وعبد الرحمن عبد الله المنجم، وأحمد عبد الله المنجم، وإبراهيم عبد الله المنجم، ويوسف عبد الله المنجم، وفهد عبد الله المنجم.

## النشاط
تعمل المنجم للأغذية في مجال استيراد وتسويق وتوزيع السلع الغذائية المجمدة والمبردة مثل الدجاج واللحوم ومنتجات لألبان والزيتون وزيت الزيتون وتصل مستورداتها إلى أكثر من 350 ألف طن سنويا من مختلف العلامات التجارية العالمية وتستحوذ على نسبة تتراوح بين 10% الي 30% من مجموع الاستهلاك طبقا لنوع السلعة.
تنتشر فروع الشركة في مختلف مناطق المملكة (الرياض، جدة، مكة، القصيم، الدمام، الأحساء، حائل، جيزان، سكاكا، تبوك) وعلى مساحة إجمالية تزيد عن 200 ألف متر مربع بطاقة تخزينية تزيد على 55 ألف طن.